# Iglesia de San Saturnino (San Zadornil)
La iglesia de San Saturnino es una iglesia situada en el término de la localidad de San Zadornil, municipio de Jurisdicción de San Zadornil, provincia de Burgos, España, declarada bien de interés cultural el 28 de mayo de 1992.

## Descripción
La Iglesia de San Zadornil conserva casi toda su estructura en estilo románico, incluida la torre, habiéndose suprimido tan sólo el ábside original. Tiene planta de una sola nave, de tres tramos, cubierta por una bóveda de cañón apuntado que apoya sobre arcos fajones, los cuales apean con pilastras con una columna en su frente, con capiteles adornados con unas volutas angulares.
El acceso a la pequeña iglesia se practica mediante una portada sobria, con arquivoltas molduradas por baquetones, incluyéndose entre los dos inferiores una ornamentación geométrica en puntas de diamante, y con decoración de taqueado en la moldura superior. Las columnas de las jambas tienen sencillos capiteles con vegetales esquematizados, rostros humanos y gallináceas, de acuerdo con la temática iconográfica tan extendida en la segunda mitad del siglo XII. Sobre esta portada hay un alero sostenido por canecillos, uno de ellos ilustrando una cuba.
Un rústico pórtico precede a la portada, el cual abre con puerta de medio punto, románica. A los pies de la iglesia se abre una ventana abocinada de simple molduración y con ingenuos capiteles esquemáticos en sus columnas. Otra ventana románica se volvió a utilizar cuando se rehízo la cabecera del templo.
La torre se eleva en el costado meridional de la iglesia, junto a la cabecera. Su parte inferior es maciza, y la superior tiene dos cuerpos subrayados por imposta en los que se abren vanos, algunos alterados para poner campanas. Los originales tienen el trasdós del arco y la imposta destacados, animando así la superficie de la torre. Los capiteles de sus columnas son de talla esquemática, con algunos rostros humanos. En el primer cuerpo las ventanas son sencillas, reduciendo su vano a una aspillera; las del segundo cuerpo son geminadas, alojándose dentro del arco principal otros dos arquillos con dientes de sierra que apoyan en una columna central. Por encima queda una hilera de canecillos adornados con vegetales, rostros humanos y una cuba. Se trata, pues, de una iglesia característica de la segunda mitad del siglo XII, dentro de las notas propias del rudo románico rural.